# 卡蒂·威廉
卡蒂·威廉（德語：Kati Wilhelm，1976年8月2日—），德国女子冬季两项、越野滑雪运动员。她曾代表德国参加1998年、2002年、2006年和2010年冬季奥林匹克运动会，获得三枚金牌、三枚银牌和一枚铜牌。